# Svetle kaplje
Svetle kaplje  je deseti studijski album Aleksandra Mežka, ki je izšel leta 1994 pri založbi ZKP RTV Slovenija. Skladbe so bile posnete v studiu Room With A View, v Ringwoodu.

## Seznam skladb
| Št. | Naslov                                             | Dolžina |
| --- | -------------------------------------------------- | ------- |
| 1.  | „Svetle kaplje‟ (Mežek)                            | 3:26    |
| 2.  | „War in Africa‟ (Mežek)                            | 4:18    |
| 3.  | „Vsak lahko zbeži‟ (Holden/Freelin/Galdston/Mežek) | 3:55    |
| 4.  | „Na svetu nisi sam‟ (Mežek)                        | 3:00    |
| 5.  | „Pesem otrokom‟ (Smith/Divine/Mežek)               | 4:59    |
| 6.  | „Ko se poslovim‟ (Mežek)                           | 3:43    |
| 7.  | „Skušnjava‟ (Zigman/Hart/Mežek)                    | 3:42    |
| 8.  | „Čas ljubezni‟ (Mežek)                             | 4:07    |
| 9.  | „Ko boš prišla na Bled‟ (Adamič/Milčinski - Ježek) | 3:25    |
| 10. | „Paf‟ (Yarrow/Lipton/Mežek)                        | 3:17    |

## Zasedba
- Aleksander Mežek – vokal, akustične kitare
- Pino Palladino – bas
- Steve Smith – klaviature, spremljevalni vokal
- Paul Bevers – bobni, tolkala
- Robert Hart – akustične kitare, električne kitare, spremljevalni vokal
- Stewart Marchant – bobni (5)
- Ray Foster – orglice, spremljevalni vokal